# Liste der denkmalgeschützten Objekte in Aigen-Schlägl
Die Liste der denkmalgeschützten Objekte in Aigen-Schlägl enthält die 21 denkmalgeschützten, unbeweglichen Objekte der oberösterreichischen Marktgemeinde Aigen-Schlägl im Bezirk Rohrbach.

## Denkmäler
| Foto |                 | Denkmal                                                                                                 | Standort                                           | Beschreibung | Metadaten |
| ---- | --------------- | --- | -------------------------------------------------- | --- | --- |
| ja   | Datei hochladen | Bildstock HERIS-ID: 18447 Objekt-ID: 14741                                                              | bei Dreisselbergstraße 2 Standort KG: Aigen        | Die Tabernakelsäule weist Passionsreliefs auf und ist mit der Jahreszahl 1642 bezeichnet. | BDA-Hist.: Q37844824 Status: § 2a Stand der BDA-Liste: 2025-06-30 Name: Bildstock GstNr.: 2860/21 Tabernakelsäule (Aigen, Mühlviertel)                                                             |
| ja   | Datei hochladen | Pfarrhof HERIS-ID: 18441 Objekt-ID: 14735                                                               | Hauptstraße 14 Standort KG: Aigen                  | Der Pfarrhof wurde urkundlich bereits 1657 erwähnt, dient jedoch erst seit 1910 als Pfarrhof. Das ursprünglich ebenerdige Gebäude wurde durch Umbau und Aufstockung am Beginn des 19. Jahrhunderts in einen mächtigen, zweigeschoßigen Bau mit Mansarddach umgewandelt. | BDA-Hist.: Q37844763 Status: § 2a Stand der BDA-Liste: 2025-06-30 Name: Pfarrhof GstNr.: 1213 Pfarrhof (Aigen im Mühlkreis)                                                                        |
| ja   | Datei hochladen | Kath. Filialkirche hl. Martin, ehem. Spitalskirche HERIS-ID: 18442 Objekt-ID: 14736                     | Hauptstraße 15 Standort KG: Aigen                  | Die ehemalige Spitalskirche westlich des Ortskerns dient heute als Aufbahrungshalle, wobei die Kirche ursprünglich zu dem 1642/43 errichteten, als Armenhaus geschaffenen Martinsspital gehörte. Das nördlich angrenzende Spital wurde 1977 völlig umgebaut und entkernt. | BDA-Hist.: Q37844777 Status: § 2a Stand der BDA-Liste: 2025-06-30 Name: Kath. Filialkirche hl. Martin, ehem. Spitalskirche GstNr.: 1050 St. Martin (Aigen)                                         |
| ja   | Datei hochladen | Kath. Pfarrkirche hl. Johannes Evangelist HERIS-ID: 18443 Objekt-ID: 14737                              | Kirchengasse Standort KG: Aigen                    | Die Pfarrkirche von Aigen stellt einen der bedeutendsten späthistoristischen Sakralbau Oberösterreichs dar. Die neogotische, hohe, dreischiffige Kirche mit fünfjochiger Staffelhalle wurde nach zwei schweren Bränden zwischen 1897 und 1901 nach Plänen von Raimund Jeblinger errichtet. Die einheitliche, neogotische Einrichtung umfasst unter anderem einen Hochaltar von Josef Linser, zwei neogotische Seitenaltäre und eine neogotische Kanzel. | BDA-Hist.: Q24088379 Status: § 2a Stand der BDA-Liste: 2025-06-30 Name: Kath. Pfarrkirche hl. Johannes Evangelista GstNr.: 1155/1 Saint John the Evangelist church in Aigen                        |
| ja   | Datei hochladen | Amtsgebäude HERIS-ID: 18446 Objekt-ID: 14740                                                            | Kirchengasse 4 Standort KG: Aigen                  | Das ehemalige Bezirksgericht entstand im 17. und 18. Jahrhundert, wobei Teile vielleicht auch aus dem 16. Jahrhundert stammen können. Die Fassade des barocken Baus wurde durch Putzbänder gegliedert, im Inneren wurden in allen Geschoßen barocke Tonnen- und Stichkappentonnengewölbe, teilweise mit Kreuzgraten, eingezogen. Die hakenförmig angeschlossenen Nebengebäude beherbergten den barocken Wirtschaftstrakt und das Gefängnis.             | BDA-Hist.: Q854209 Status: § 2a Stand der BDA-Liste: 2025-06-30 Name: Amtsgebäude GstNr.: .80 Bezirksgericht Aigen                                                                                 |
| ja   | Datei hochladen | Brunnen HERIS-ID: 18455 Objekt-ID: 14749                                                                | gegenüber Marktplatz 4 Standort KG: Aigen          | Der sechsseitige Brunnen wurde 1645 von Johann Spaz geschaffen. Er befand sich ursprünglich im Stift Schlägl und wurde 1858 versetzt. Die Brunnenfigur, ein Mann mit Sonne, entstammt dem Wappen des Abts Greysing. | BDA-Hist.: Q37844850 Status: § 2a Stand der BDA-Liste: 2025-06-30 Name: Brunnen GstNr.: 2860/1 Marktbrunnen (Aigen, Mühlviertel)                                                                   |
| ja   | Datei hochladen | Bürgerhaus HERIS-ID: 18452 Objekt-ID: 14746                                                             | Marktplatz 6 Standort KG: Aigen                    | Teile dieses Bürgerhauses stammen aus der Zeit um 1600, die Fassade weist einen Erker auf Konsolen auf. Während sich im Keller Tonnengewölbe finden, weist eine Gedenktafel auf den Aufenthalt Adalbert Stifters in diesem Haus hin. | BDA-Hist.: Q37844837 Status: Bescheid Stand der BDA-Liste: 2025-06-30 Name: Bürgerhaus GstNr.: .65 Bürgerhaus Marktplatz 6 (Aigen-Schlägl)                                                         |
| ja   | Datei hochladen | Bürgerhaus HERIS-ID: 18438 Objekt-ID: 14732                                                             | Marktplatz 13, 13a Standort KG: Aigen              | Das breite Bürgerhaus am Marktplatz 13 besitzt einen Volutengiebel und einen Dreieckaufsatz mit Zahnschnittfries. Der Breiterker auf Konsolen entstand um 1900. Im Inneren finden sich Stichkappentonnengewölbe, teilweise mit Kreuzgraten, sowie barocke Türen. | BDA-Hist.: Q37844749 Status: Bescheid Stand der BDA-Liste: 2025-06-30 Name: Bürgerhaus GstNr.: .20/1, .20/2 Bürgerhaus Marktplatz 13–13a (Aigen-Schlägl)                                           |
| ja   | Datei hochladen | Mariensäule HERIS-ID: 18456 Objekt-ID: 14750                                                            | gegenüber Marktplatz 21 Standort KG: Aigen         | Die Mariensäule im nördlichen Bereich des Marktplatzes besteht aus einer Säule mit Kompositkapitell und einer Darstellung der Maria Immaculata. Die Säule ist mit der Jahreszahl 1722 bezeichnet. | BDA-Hist.: Q37844876 Status: § 2a Stand der BDA-Liste: 2025-06-30 Name: Mariensäule GstNr.: 2860/1 Mariensäule (Aigen, Mühlviertel)                                                                |
| ja   | Datei hochladen | Ackerbürgerhaus HERIS-ID: 18437 Objekt-ID: 14731                                                        | Marktplatz 25 Standort KG: Aigen                   | Teile des Ackerbürgerhauses stammen aus dem 16. Jahrhundert, der barocke Umbau erfolgte Ende des 17. Jahrhunderts. Im Inneren finden sich Tonnen- und Stichkappentonnengewölbe, eine Riemlingdecke mit geschnitztem Rüstbau (1690) sowie Kappengewölbe aus dem 19. Jahrhundert. Markant sind zudem die teilweise schmiedeeisernen Fensterläden. | BDA-Hist.: Q37844737 Status: Bescheid Stand der BDA-Liste: 2025-06-30 Name: Ackerbürgerhaus GstNr.: 1119 Ackerbürgerhaus Marktplatz 25 (Aigen-Schlägl)                                             |
| ja   | Datei hochladen | Kalvarienbergkapelle mit Kreuzweg HERIS-ID: 18444 Objekt-ID: 14738                                      | Aigen Standort KG: Aigen                           | Die Kalvarienbergkapelle wurde in der Mitte des 17. Jahrhunderts nördlich von Aigen an einem Abhang errichtet. Der barocke Rundbau mit drei Arkadenöffnungen besitzt ein vorkragendes Kegeldach und beherbergt eine hölzerne Kreuzigungsgruppe von Johann Worath aus der Bauzeit. | BDA-Hist.: Q37844794 Status: Bescheid Stand der BDA-Liste: 2025-06-30 Name: Kalvarienbergkapelle mit Kreuzweg GstNr.: 2929/1 Kalvarienberg (Aigen im Mühlkreis)                                    |
| ja   | Datei hochladen | Meierhof des Stiftes Schlägl HERIS-ID: 20146 Objekt-ID: 16446                                           | Hauptstraße 2 Standort KG: Schlägl                 | Die ausgedehnte, unregelmäßige Vierflügelanlage besitzt Bauteile aus dem 18. Jahrhundert, wurde jedoch überwiegend zwischen 1816 und 1829 errichtet. Das Gebäude dient heute unter anderem als Ausstellungsgebäude und Musikschule. | BDA-Hist.: Q37850282 Status: § 2a Stand der BDA-Liste: 2025-06-30 Name: Meierhof des Stiftes Schlägl GstNr.: 92/5 Meierhof Schlägl                                                                 |
| ja   | Datei hochladen | Friedhofskirche Maria Anger, Mariae Himmelfahrt HERIS-ID: 20145 Objekt-ID: 16445                        | neben Schlägler-Hauptstraße 2 Standort KG: Schlägl | Die kleine, spätgotische Saalkirche mit Adaptierungen im Stil der Spätrenaissance bzw. dem Frühbarock wurde im 19. Jahrhundert neugotisch renoviert und diente bis 1785 als „Leutekirche“. Mitte des 19. Jahrhunderts wurde sie als Grablege der Äbte umfunktioniert. | BDA-Hist.: Q37850268 Status: § 2a Stand der BDA-Liste: 2025-06-30 Name: Friedhofskirche Maria Anger, Mariae Himmelfahrt GstNr.: 94 Maria Anger in Schlägl                                          |
| ja   | Datei hochladen | Wachszieherei und Wachsmuseum, ehem. Hoftaverne Stift Schlägl HERIS-ID: 20147 Objekt-ID: 16447          | Hauptstraße 3 Standort KG: Schlägl                 | Die ehemalige Hoftaverne wurde 1619 errichtet und diente bis 1976 als Gaststätte. Das breite, zweigeschoßige Gebäude mit Walmdach beherbergt eine Wachszieherei und ein Wachsmuseum. Die Fassade wurde mittels Putzrahmengliederung und frühbarocken Fensterverdachungen akzentuiert. | BDA-Hist.: Q37850297 Status: § 2a Stand der BDA-Liste: 2025-06-30 Name: Wachszieherei und Wachsmuseum, ehem. Hoftaverne Stift Schlägl GstNr.: .27 Hoftaverne Schlägl                               |
| ja   | Datei hochladen | Gemeindeamt, ehem. Hofrichterstöckl Stift Schlägl HERIS-ID: 20148 Objekt-ID: 16448                      | Schlägler-Hauptstraße 4 Standort KG: Schlägl       | Das Hofrichterstöckl wurde um 1640 errichtet und dient als Gemeindeamt. Der breitgelagerte, zweigeschoßige Bau besitzt ein Walmdach und ein bemerkenswertes, frühbarockes dekoriertes Rechteckportal, das die Jahreszahl 1640 trägt. | BDA-Hist.: Q37850310 Status: § 2a Stand der BDA-Liste: 2025-06-30 Name: Gemeindeamt, ehem. Hofrichterstöckl Stift Schlägl GstNr.: 97, .164 Hofrichterstöckl (Schlägl)                              |
| ja   | Datei hochladen | Sommerhaus Stift Schlägl, Musikzentrum St. Norbert HERIS-ID: 20149 Objekt-ID: 16449                     | Schaubergstraße 7 Standort KG: Schlägl             | Das im späten 17. bis frühen 18. Jahrhundert errichtete Sommerhaus ist ein zweigeschoßiger längsrechteckiger Bau mit angestiftetem Walmdach, Putzrahmengliederung und Rechteckportal mit darüberliegendem Balkon. | BDA-Hist.: Q37850325 Status: § 2a Stand der BDA-Liste: 2025-06-30 Name: Sommerhaus Stift Schlägl, Musikzentrum St. Norbert GstNr.: 59 Sommerhaus Schlägl                                           |
| ja   | Datei hochladen | Prämonstratenserkloster, Stift Schlägl HERIS-ID: 20144 Objekt-ID: 16444                                 | Schlägl 1 Standort KG: Schlägl                     | Vermutlich 1202/03 erstmals von den Zisterziensern gegründet. Im Jahr 1218 erfolgte durch die Chorherrn eine Wiedergründung. Nach den Zerstörungen durch die Hussiten wurde die Klosteranlage bis 1448 wieder aufgebaut. Weitere Wiederaufbauten erfolgten nach den Bauernunruhen von 1594 und 1626 und nach einem Brand von 1850. | BDA-Hist.: Q183474 Status: § 2a Stand der BDA-Liste: 2025-06-30 Name: Prämonstratenserkloster, Stift Schlägl GstNr.: .20, .21 Stift Schlägl                                                        |
| ja   | Datei hochladen | Friedenskapelle HERIS-ID: 20140 Objekt-ID: 16440                                                        | St. Wolfgang Standort KG: Schlägl                  | Die 1652 errichtete Friedenskapelle ist ein monumentaler, frühbarocker Rechteckbau mit angestiftetem Walmdach, Putzrahmengliederung und Treppenaufgang mit Rundbogenportal. | BDA-Hist.: Q37850205 Status: § 2a Stand der BDA-Liste: 2025-06-30 Name: Friedenskapelle GstNr.: .113 St.Wolfgang am Stein - Friedenskapelle                                                        |
| ja   | Datei hochladen | Brunnenkapelle HERIS-ID: 20141 Objekt-ID: 16441                                                         | St. Wolfgang Standort KG: Schlägl                  | Die Brunnenkapelle wurde 1644 an der südlichen Friedhofsmauer als seichte Wegkapelle mit Zeltdach errichtet. | BDA-Hist.: Q37850215 Status: § 2a Stand der BDA-Liste: 2025-06-30 Name: Brunnenkapelle GstNr.: .112 St.Wolfgang am Stein - Brunnenkapelle                                                          |
| ja   | Datei hochladen | Kath. Wallfahrts- und Filialkirche Mariae Heimsuchung und hl. Wolfgang HERIS-ID: 20142 Objekt-ID: 16442 | St. Wolfgang Standort KG: Schlägl                  | Spätgotischer, von der frühbarocken Umgestaltung geprägter, Saalbau mit eingezogenem Polygonalchor und mächtigem Turm. Die Kirche wurde um 1500 errichtet und zwischen 1641 und 1644 barockisiert. | BDA-Hist.: Q37850232 Status: § 2a Stand der BDA-Liste: 2025-06-30 Name: Kath. Wallfahrts- und Filialkirche Mariae Heimsuchung und hl. Wolfgang GstNr.: .112 Wallfahrtskirche St. Wolfgang am Stein |
| ja   | Datei hochladen | Ehem. Zoll- und Wohngebäude HERIS-ID: 20143 Objekt-ID: 16443                                            | Diendorf 26 Standort KG: Unterneudorf              | Dreigeschoßiger, 1922 errichteter Bau, mit Mansardendach. | BDA-Hist.: Q37850243 Status: Bescheid Stand der BDA-Liste: 2025-06-30 Name: Ehem. Zoll- und Wohngebäude GstNr.: 3651/2 Diendorf - Customs building                                                 |